# Len Wein
Leonard Norman Wein (/wiːn/; 12 tháng 6 năm 1948 – 10 tháng 9 năm 2017) là một tác giả và biên tập truyện tranh người Mỹ, được biết đến nhiều nhất như là người đã sáng tạo ra nhân vật Swamp Thing của DC Comics và Wolverine của Marvel Comics, đồng thời cũng là người đã làm sống lại biểu tượng của nhóm nhân vật siêu anh hùng X-Men (ông là đồng tác giả của các nhân vật Nightcrawler, Storm, và Colossus). Thêm vào đó, ông cũng là người đã biên tập tác phẩm Watchmen rất nổi tiếng của nhà văn Alan Moore và họa sĩ Dave Gibbons.
Wein đã được tưởng nhớ trong danh sách Will Eisner Comic Book Hall of Fame (Ngôi đền huyền thoại của giải thưởng Eisner Award) vào năm 2008.

## Tiểu sử

### Thuở ban đầu và sự nghiệp
Wein sinh ngày 12 tháng 6 năm 1948 tại thành phố New York, trong một gia đình người Mỹ gốc Do Thái. Ông là một trong hai người con của ông bà Phillip và Rosalyn (née Bauman) Wein, ông sống tại The Bronx cho đến năm lên 7, sau đó ông cùng gia đình chuyển đến sống ở Levittown, New York, tại Long Island. Tại đây, ông tốt nghiệp trường trung học Division Avenue vào năm 1966, sau đó theo đuổi ngành nghệ thuật tại trường Cao đẳng Farmingdale State. Em trai của Wein, Michael, mất vào năm 2007.
Trong một cuộc phỏng vấn vào năm 2003, Len Wein kể lại rằng ông là "một cậu bé ốm yếu. Khi tôi đang ở trong một bệnh viện hồi 7 tuổi, bố tôi đã mang đến cho tôi một chồng sách truyện tranh để giữ cho tôi bận rộn. Và thế là tôi đã đắm chìm trong chúng. Khi tôi học lớp 8, giáo viên nghệ thuật của tôi, thầy Smedley, nói với tôi rằng tôi thực sự có một tài năng về hội họa, sau đó tôi quyết định dành hết sức lực của mình trên con đường đó với hy vọng rằng một ngày nào đó tôi sẽ có được thành công trong lĩnh vực truyện tranh."
Khoảng một lần mỗi tháng khi còn niên thiếu, Wein và bạn của mình, Marv Wolfman đều đặn tham gia một chuyến tham quan vào chiều thứ Năm hàng tuần tại trụ sở của DC Comics. Wolfman rất thích trào lưu văn hóa fanzine, và cùng với nhau, hai người đã tạo ra những câu truyện về các siêu anh hùng của riêng mình và mang đến cho đội ngũ biên tập của DC. Vào thời điểm đó, Wein có mong muốn trở thành họa sĩ vẽ truyện hơn là nhà văn. Vào năm 2008, trong một cuộc phỏng vấn, Wein nói rằng sự việc từng là một họa sĩ đã giúp ông miêu tả một cách rõ ràng các chi tiết cho các họa sĩ khác và ông cũng có thể mường tượng ra mọi thứ trong đầu mình, ông cũng cho biết "tôi được khá nhiều họa sĩ yêu quý, đặc biệt tại DC, những người như Irv Novick và một số khác nữa, đến trụ sở để chờ đợi ấn bản mới và luôn hỏi biên tập viên Julie Schwartz "Ở đây có bản biên kịch nào của Len Wein không? Kịch bản của cậu ấy lúc nào cũng rất dễ vẽ"
Cuối cùng, biên tập viên của DC Joe Orlando đã tuyển cả Wolfman và Wein vào làm tay viết tự do. Tác phẩm truyện tranh đầu tiên của Wein đó là "Eye of the Beholder" trong ấn bản Teen Titans #18 của DC (12/1968), tác phẩm được hợp tác giữa ông và Wolfman, trong đó họ cùng tạo nên nhân vật Red Star, nhân vật siêu anh hùng người Nga chính thức đầu tiên của vũ trụ DC. Neal Adams là họa sĩ vẽ nên những câu chuyện do Wein và Wolfman sáng tác. Sau đó, những tác giả trẻ này đã tạo một câu truyện với tựa đề "Titans Fit the Battle of Jericho!" với mong muốn tạo ra một siêu anh hùng người Mỹ gốc Phi đầu tiên cho DC nhưng đã bị chủ tòa soạn Carmine Infantino từ chối thẳng thừng. Tuy nhiên, đến tháng 4 năm 1969, câu truyện này đã được duyệt và xuất hiện trong ấn bản Teen Titans #20.
Những năm tiếp theo, Wein đã bắt đầu viết tuyển tập những câu truyện ly kỳ trong The House of Secrets của DC, bên cạnh đó là Tower of Shadows và Chamber of Darkness của Marvel. Tiếp đó, ông cũng bắt đầu viết cuốn truyện tranh lãng mạn Secret Hearts của DC, viết các câu truyện cho tạp chí Skywald Publications, sáng tác truyện Psycho và phiên bản truyện tranh của nó, The Bravados và The Sundance Kid; tác phẩm Mod Wheels của Gold Key Comics, cuốn truyện Boris Karloff Tales of Mystery, sáng tạo mẫu đồ chơi Microbots, các ấn phẩm theo chủ để TV-series Star Trek và The Twilight Zone.

### DC Comics và Marvel Comics
Tác phẩm siêu anh hùng đầu tiên mà Wein tạo ra cho Marvel là Daredevil #71 (12/1970), đồng sáng tác với tay viết/biên tập viên Roy Thomas. Wein sau đó cũng bắt đầu sáng tác các kịch bản khác nhau trong các ấn bản của DC như Adventure Comics (với nhân vật Supergirl và Zatanna), The Flash và Superman, đồng thời, ông vẫn tiếp tục viết các tuyển tập truyện kỳ bí, trong đó, được đón nhận nhất là những câu truyện trong The Phantom Stranger từ ấn bản #14 đến #26 (08/1971 – 09/1973).
Wein và họa sĩ Bernie Wrightson đã sáng tạo ra nhân vật Swamp Thing trong The House of Secrets #92 (07/1971). Trong suốt các thập kỷ sau đó, Swamp Thing xuất hiện thường xuyên trong các series của DC và cả các miniseries.. Abigail Arcane, một nhân vật phụ nổi tiếng đã được sáng tạo bởi Wein và Wrightson trong Swamp Thing #3 (03/1973). Wein viết câu truyện thứ hai về Man-Thing (viết vào khoảng tháng 05/1971, xuất bản vào tháng 6/1972), giới thiệu nhân vật Barbara Morse và ý tưởng "Bất cứ ai biết sợ đều chịu đựng nỗi đau của sự cháy bỏng bởi cái chạm vào của Man-Thing".
Wein cũng tham gia với vai trò là tác giả của bộ truyện Justice League of America được đón nhận rất nồng nhiệt (ấn bản #100–114), trong đó, cùng với họa sĩ Dick Dillin, ông đã giới thiệu lại  Seven Soldiers of Victory trong ấn bản #100–102 và nhân vật Freedom Fighters trong ấn bản #107–108. Vào mùa thu năm 1972, Wein cùng tay viết Gerry Conway và Steve Englehart đã tạo ra một ấn phẩm crossover viễn tưởng không chính thức của cả hai công ty truyện tranh lớn DC và Marvel. Các cuốn truyện đều có sự góp mặt của Englehart, Conway và Wein, ngay cả người vợ đầu tiên của Wein, Glynis cũng xuất hiện và tương tác với các nhân vật Marvel và DC trong Rutland Halloween Parade tại Rutland, Vermont. Chuỗi câu truyện này bắt đầu từ ấn phẩm Amazing Adventures #6 (viết bởi Englehart, vẽ bởi Bob Brown và Frank McLaughlin), câu truyện tiếp nối Justice League of America số #103 (sáng tác bởi Wein, Dillin và Dick Giordano), và kết thúc tại ấn bảnThor #207 (viết bởi Conway, vẽ bởi John Buscema). Theo Eaglehart kể lại vào năm 2010, "Đây rõ ràng là một ý tưởng rất căn bản thôi, chúng tôi biết rằng mình phải khôn khéo để có thể tạo ra những câu truyện này và mỗi câu truyện phải là một câu truyện độc lập so với tác phẩm gốc, và quả là chúng tôi đã rất cố gắng để tạo ra chúng. Giờ đọc đi đọc lại những mẫu truyện này, tôi cảm thấy thật sự xứng đáng, việc một người đến từ DC, hai người còn lại đến từ Marvel không quan trọng, tôi cho rằng chúng tôi chỉ đơn giản muốn sáng tạo và làm một điều gì đó thật hay ho là được." Libra, một siêu phản diện được sáng tạo bởi Wein và Dillin trong Justice League of America số #111 (06/1974), về sau đã đóng một vai trò chủ chốt trong câu truyện Final Crisis của Grant Morrison vào năm 2008.
Wein là người đồng sáng tạo ra cặp nhân vật Human Target cùng với họa sĩ Carmine Infantino, ông tạo ra các cảnh xuất hiện của nhân vật này trong các loạt truyện Action Comics, Detective Comics, và The Brave and the Bold. Cặp đôi sau đó đã được chọn để xuất hiện trong series truyền hình của ABC với sự góp mặt của Rick Springfield, lần đầu công chiếu vào tháng 7 năm 1992, một thời gian sau, hai nhân vật này cũng xuất hiện trong series truyền hình cùng tên của Fox suốt hai mùa vào năm 2010, với sự góp mặt của Mark Valley, Chi McBride và Jackie Earle Haley.
Ông cũng từng có một thời gian ngắn viết truyện "Batman" trong tập ấn phẩm Detective Comics, cùng kết hợp với họa sĩ Jim Aparo để tạo nên một câu truyện trong đó Batman có mặt trong cuộc ám sát của Talia al Ghul và phải đối đầu với Sterling Silversmith lần đầu tiên.
Đầu những năm 1970, Wein bắt đầu thường xuyên viết cho Marvel Comics hơn. Ông thay thế vị trí tổng biên tập trước đó của Roy Thomas ở mảng truyện tranh màu vào năm 1974, giữ chức vụ này khoảng hơn một năm trước khi trao lại cho người bạn Wolfman. Ông vẫn ở lại Marvel với vai trò là một nhà văn, giờ đây Wein góp mặt trong những dự án dài hơi với Marvel Team-Up, The Amazing Spider-Man, The Incredible Hulk, Thor và Fantastic Four, ông cũng đóng góp một số đầu truyện của The Defenders và Brother Voodoo. Wein là người đồng sáng tạo ra nhân vật Wolverine nổi tiếng cùng với họa sĩ John Romita Sr. và Herb Trimpe khi đang trong thời gian sáng tác đầu truyệnThe Incredible Hulk. Câu truyện "Between Hammer and Anvil" của Wein trong ấn bản The Incredible Hulk số. 2, #182 (12/1974) được đưa vào danh sách 1,000 cuốn truyện tranh bạn phải đọc của Tony Isabella .
Vào năm 1975, ông cùng họa sĩ Dave Cockrum hồi sinh lại sản phẩm của cặp đôi Stan Lee/Jack Kirby, nhóm những siêu anh hùng người đột biến X-Men sau nửa thập kỷ bị gián đoạn, tái lập lại hàng ngũ các nhân vật này trong Giant-Size X-Men #1 (05/1975). Trong quá trình này, hai người đã cùng tạo ra các nhân vật Nightcrawler, Storm, Colossus và Thunderbird. Wein tạo ra cả một câu truyện thở ban đầu của những "Dị nhân mới" cùng họa sĩ Cockrum. Đây cũng là cốt truyện được sử dụng trong đầu truyện Uncanny X-Men #94-95 của Chris Claremont, người sau đó đã xây dựng hình tượng của nhóm những vị anh hùng này trở thành một trong những biểu tượng siêu anh hùng thành công nhất của Marvel.
Vào năm 2009, Claremont phát biểu "Lịch sử của truyện tranh hiện đại sẽ trở nên rất khác nếu bạn bỏ qua những đóng góp của Wein. Sự thực là việc ông ấy không được đón nhận những công lao cho những gì mình đã làm suốt một nửa sự nghiệp là điều đáng hổ thẹn. Chúng tạ nợ rất nhiều Len và Dave (Cockrum) cho những gì mình đang có với biểu tượng X-Men".

### Trở về DC
Vào năm 1977, nhận được lời đề nghị viết cốt truyện cho "Batman" trong đầu truyện Detective Comics, Wein rời Marvel để bắt đầu làm việc độc quyền cho DC Comics với tư cách là một tác giả viết truyện và biên tập viên.
Ông viết các đầu truyện về Batman và cũng cộng tác viết về Green Lantern cùng với họa sĩ Dave Gibbons và Mark Farmer. Trong ấn bản đầu tay của ông về Batman, số #307 (01/1979), ông đã xây dựng ra hình tượng nhân vật  giám đốc điều hành Lucius Fox của công ty Wayne Foundation, nhân vật sau này được thủ vai bởi Morgan Freeman trong loạt phim Batman Begins, The Dark Knight, và The Dark Knight Rises của Christopher Nolan. Cùng với họa sĩ Marshall Rogers, Wein cộng tác và viết nên phiên bản thứ ba của nhân vật siêu phản diện Clayface trong ấn bản Detective Comics #478 (08/1978). Ông cũng viết The Untold Legend of the Batman, miniseries đầu tiên về Batman vào năm 1980 và trong năm tiếp theo là DC-Marvel crossover với sự góp mặt của Batman và Hulk trong ấn phẩm DC Special Series #27 (Mùa thu năm 1981). Pandora Pann cũng là một series được đưa ra bởi Wein và họa sĩ Ross Andru và đáng ra sẽ được đưa ra xuất bản vào năm 1982 tuy nhiên các cam kết được đưa ra trước đây ngăn việc Wein sáng tác ra câu truyện này và dự án bị hủy bỏ. Với vai trò là biên tập viên, Wein đã viết nên 12 tập truyện đầu tiên của đầu truyện Camelot 3000, cùng với đó là gặt hái nhiều thành công với The New Teen Titans, All-Star Squadron, Batman and the Outsiders, Who's Who in the DC Universe, thành công nhất là việc kết hợp cùng Alan Moore và Dave Gibbons để tạo ra đầu truyện gây tầm ảnh hưởng rất lớn - Watchmen. Vào năm 1986, ông viết lại đầu truyện về Blue Beetle, hai ấn bản của tuyển tập DC Challenge, sáng tác các đoạn đối thoại trong miniseries Legends với nhân vật John Ostrander. Năm tiếp theo, Wein viết kịch bản làm lại của series Wonder Woman với sự cộng tác của tay vẽ George Pérez. Cùng với họa sĩ Steve Erwin, Wein đã sáng tạo nên nhân vật anh hùng Gunfire.

### Giai đoạn sau của sự nghiệp
Sau khi rời khỏi DC lần thứ hai và rời đến sống tại West Coast, Wein nhận chức vụ tổng biên tập của Disney Comics trong ba năm vào đầu những năm 1990. Sau khi thôi việc tại Disney, Wein bắt đầu viết và biên tập nội dung cho các chương trình hoạt hình như X-Men, Batman, Spider-Man, Street Fighter, ExoSquad, Phantom 2040, Godzilla, Pocket Dragon Adventures, ReBoot và War Planets: Shadow Raiders. Năm 2001, ông và Wolfman viết kịch bản Gene Pool cho công ty sản xuất Helkon,và một thời gian sau ông lại viết một cuốn truyện tranh giới thiệu nhân vật cho nhà xuất bản IDW Publishing.
Wein cộng tác với tay viết Kurt Busiek và họa sĩ Kelley Jones bốn ấn phẩm của miniseries Conan: The Book of Thoth cho Dark Horse Comics. Ông cũng lên kịch bản cho series truyện tranh The Victorian cho Penny-Farthing Press và viết nội dung truyện tranh cho TV series The Simpsons và Futurama.
Từ năm 2005 đến năm 2008, Wein xuất hiện một cách thường xuyên tại sân khấu của chương trình truyền hình đặt tại Los Angeles, What's My Line? Ông cũng viết kịch bản nhiều tập trong các chương trình phim của Cartoon Network như Ben 10: Alien Force, Ben 10: Ultimate Alien, Ben 10: Omniverse và Marvel Super Hero Squad.
Wein là người được phỏng vấn trong các DVD liên quan đến các phim dựa trên truyện tranh, bao gồm các phim Justice League: The New Frontier, phiên bản live-action của Spider-Man, Fantastic Four và X-Men, phim X-Men Origins: Wolverine, phim Watchmen,chương trình truyền hình Swamp Thing, mùa đầu tiên của phim truyền hình Human Target, đến tháng 7/2008, ông xuất hiện trong tập đặc biệt về Batman Unmasked và Batman Tech của History Channel.
Ông viết nội dung cho video game Watchmen, The End Is Nigh, lấy bối cảnh ngoài lề của cả phiên bản truyện tranh và phim điện ảnh.

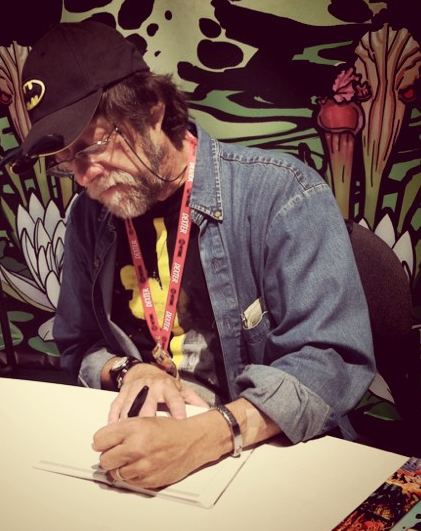
Wein vào năm 2011

Wein trở về viết truyện cho DC vào cuối thập niên 2000, đây cũng là lúc ông cộng tạc cùng DC Comics trong sự kiện DC Retroactive, tại đây ông viết một one-shot đặc biệt Batman – The '70s (09/2011), được vẽ bởi Tom Mandrake và Green Lantern – The '80s (10/2011), được vẽ bởi Joe Staton. Phiên bản bìa cứng của tập truyện số 10 của ông, DC Universe: Legacies được xuất bản vào tháng 8 năm 2011. Vào năm 2012, Wein làm việc cho dự án Before Watchmen, ông viết một mini-series Ozymandias với họa sĩ Jae Lee và một tập truyện với tiêu đề "Curse of the Crimson Corsair" với sự kết hợp của họa sĩ John Higgins. Phiên bản bìa cứng của tập truyện Ozymandias nằm trong danh sách New York Times Bestseller suốt nhiều tuần vào năm 2013. Ông và José Luis García-López cũng sản xuất một phiên bản truyên tranh vào năm 2015 về nhân vật Two-Face với cốt truyện được viết bởi Harlan Ellison, chủ yếu hướng đến chương trình truyền hình Batman television series.

### Đời sống tư
Người vợ đầu của Wein là Glynis Oliver, một họa sĩ tô màu, chủ yếu cho đầu truyện X-Men. Sau khi ly dị, ông kết hôn với Christine Valada, một nhiếp ảnh gia và luật sư, vào năm 1991 và trở thành cha dượng của Michael Bieniewicz-Valada.
Vào ngày 6 tháng 4 năm 2009, căn nhà ở California của Wein gặp hỏa hoạn và ông bị mất rất nhiều tài sản và đồ kỷ niệm, bao gồm các kỷ niệm chương của giải thưởng Shazam. Ông và vợ cũng mất đi con chó của mình, Sheba, trong vụ hỏa hoạn.
Ngày 26 tháng 10 năm 2009, Valada xuất hiện và chiến thắng trong gameshow truyền hình Jeopardy!, trở thành người chiến thắng thứ tư của chương trình và nhận giải thưởng $60,000. Bà cho biết rằng sẽ sử dụng số tiền này để khôi phục và mua lại bộ sưu tập tác phẩm và sách mà cả hai vợ chồng đã mất trong vụ hỏa hoạn.
Wein trải qua cuộc phẫu thuật tim ba vòng vào ngày 10 tháng 2 năm 2015. 2017. Ông mất vào ngày 10 tháng 9 năm 2017.

## Giải thưởng
- Chiến thắng ở giải Shazam Awards cho Nhà văn Xuất sắc nhất (Kịch) với Swamp Thing và Truyện Đơn Xuất sắc nhất (Kịch), cho "Dark Genesis" trong Swamp Thing #1 (cùng với Bernie Wrightson) vào năm 1972.[48]
- Được đề cử ở hạng mục như trên vào năm 1973. Ông và Wrightson nhận được giải Shazam vào năm đó cho Ấn phẩm Tiếp nối Xuất sắc nhất với Swamp Thing.[49]
- Chiến thắng giải Comic Fan Art Award vào năm 1974 cho hạng mục Tay viết Chuyên nghiệp được yêu thích.
- Chiến thắng giải Inkpot Award vào năm 1977.[50]
- Giành giải Comics Buyer's Guide Fan Award  vào năm 1982 với danh hiệu Biên Tập Viên Xuất sắc nhất.[51]
- Được đề cử vào năm 1998 cho giải thưởng Bram Stoker Award, được trao tặng bởi Hiệp hội nhà văn kinh dị, cho tác phẩm one-shot The Dreaming: Trial and Error trong ấn phẩm của nhà xuất Vertigo thuộc DC.[52]
- Được tưởng nhớ trong danh sách Will Eisner Comic Book Hall of Fame (Ngôi đền huyền thoại của giải thưởng Eisner Award) vào năm 2008.[53]

## Các tác phẩm

### Truyện tranh

#### Comico
- Justice Machine #27–29, Annual #1 (1989)

#### DC
- Action Comics #419–420, 422–423, 425–426, 429, 432 (Human Target); #515 (Atom); #519 (Aquaman) (1972–1981)
- Adventure Comics #413–415, 418–420 (Supergirl và Zatanna features); #457–458 (Eclipso; #459 Deadman, and Elongated Man features); #460–466 (Deadman), #467–468 (Plastic Man) (1971–1980)
- All-Star Western #11 (El Diablo) (1972)
- Batman #255, 307–310, 312–319, 321—324, 326–327 (1974–1980)
- Batman '66 the Lost Episode #1 (2015)
- Batman Black and White vol. 2 #5 (2014)
- Batman: Nevermore #1–5 (2003)
- Before Watchmen: Comedian #1–2 (2012)
- Before Watchmen: Dollar Bill #1 (2013)
- Before Watchmen: Minutemen #1–2 (2012)
- Before Watchmen: Nite Owl #1–2 (2012)
- Before Watchmen: Ozymandias #1–6 (2012–2013)
- Before Watchmen: Rorschach #1 (2012)
- Before Watchmen: Silk Spectre #1–2 (2012)
- Blue Beetle #1–24 (1986–1988)
- The Brave and the Bold #143–144 (Human Target) (1978)
- Cancelled Comic Cavalcade #2 (Deadman) (1978)
- Crisis on Infinite Earths #1 (1985)
- Danger Trail #1–4 (1993)
- DC Challenge #2, 12 (1985–1986)
- DC Comics Presents #4–5, 24, 27–29, 38, 61, 66–67 (1978–1984)
- DC Comics Presents: Batman #1 (2004)
- DC Retroactive: Batman – The '70s #1 (2011)
- DC Retroactive: Green Lantern – The '80s #1 (2011)
- DC Special Series #27 (Batman/Hulk intercompany crossover) (1981)
- DC Universe: Legacies #1–10 (2010–2011)
- Deathstroke, the Terminator #18, Annual #2 (1993)
- Detective Comics #408, 444–448, 466, 478–479, 500, 514 (Batman); #426 (Elongated Man); #479–480 (Hawkman); #482–485 (Etrigan the Demon); #483–484, 486, 493 (Human Target); #500 (Slam Bradley) (1971–1982)
- The Dreaming Special #1 (1998)
- Final Crisis: Secret Files #1 (2009)
- The Flash #208, 212, 215, 217 (1971–1972)
- Green Lantern vol. 2 #128, 172–183, 185–186 (1980–1985)
- Green Lantern Annual #5 (1996)
- Gunfire #1–13 (1994–1995)
- Heroes Against Hunger #1 (1986)
- Hot Wheels #4–6 (1970–1971)
- House of Mystery #191, 197, 199, 221, 223, 276, 300, 303 (1971–1982)
- House of Secrets #84–85, 92, 94–98, 127 (1970–1975)
- Human Target #1–6 (2010)
- JLA 80-Page Giant #2 (1999)
- Jonah Hex #49, 51–52 (1981)
- Justice League Dark: Futures End #1 (2014)
- Justice League of America #100–114, Annual #1 (1972–1983)
- Justice League of America vol. 2 #29–30, 35–37 (2009)
- Justice League Special #1 (1990)
- Justice League: Cry for Justice #1–2, 4–6 (backup stories) (2009–2010)
- Korak, Son of Tarzan #46–51 (1972–1973)
- Legends #1–6 (1986–1987)
- Mister Miracle vol. 2 #7–13 (1989–1990)
- Mystery in Space #113 (1980)
- The New Titans #88 (1992)
- Phantom Stranger #14–26 (1971–1973)
- Secret Hearts #149 (1971)
- Secret Origins vol. 2 #2, 19, 44 (1986–1989)
- The Shadow #4 (1974)
- Showcase '93 #1–2, 10 (1993)
- Showcase '94 #1–2 (1994)
- Sinister House of Secret Love #2 (1971)
- Star Trek #31–37, 39–40 (1986–1987)
- Superboy and the Legion of Super-Heroes #246–247 (1978–1979)
- Supergirl #1–2 (Zatanna backup stories) (1972–1973)
- Superman #246, 248, 251, 254, 258, 336–342, 344, 370–371, Special #3 (1971–1985)
- Superman/Batman Annual #3 (2009)
- Swamp Thing #1–13 (1972–1974)
- Tales of the Green Lantern Corps #1–3 (1981)
- Tales of the Green Lantern Corps Annual #1 (1985)
- Teen Titans #18 (1968)
- Trinity of Sin: The Phantom Stranger #19 (2014)
- The Untold Legend of the Batman #1–3 (1980)
- Weird War Tales #3, 10, 22–23, 30, 36, 40, 108 (1972–1982)
- Weird Worlds #1–3 (1972)
- The Witching Hour #13 (1971)
- Wonder Woman #212 (1974)
- Wonder Woman vol. 2 #3–16 (1987–1988)
- World's Finest Comics #207–208 (1971)

#### Defiant
- Dark Dominion #1–3, 5–7, 10 (1993–1994)
- Warriors of Plasm #5–7 (1993–1994)
- Warriors of Plasm Graphic Novel #1 (1993)

#### Eclipse
- Airboy #38–40 (1988)

#### Marvel
- 2099 Unlimited #10 (1995)
- The Amazing Spider-Man #151–180, Annual #10 (1975–1978)
- Astonishing Tales #8 (1971)
- Chamber of Darkness #6 (1970)
- Conan the Barbarian #116 (1980)
- Creatures on the Loose #11, 13 (1971)
- Daredevil #124 (1975)
- The Defenders #12–19 (1974–1975)
- Dracula Lives #8 (1974)
- Fantastic Four #154–156, 182, 184–188, 191–194 (1975–1978)
- Giant-Size Chillers #1, 3 (1975)
- Giant-Size Defenders #2 (1974)
- Giant-Size Man-Thing #5 (1975)
- Giant-Size Spider-Man #1–2 (1974)
- Giant-Size X-Men #1 (1975)
- The Incredible Hulk #179–220, 222, Annual #5–6 (1974–1978)
- Iron Man #82–85 (1976)
- Kull the Conqueror #8 (1973)
- Marvel Comics Presents #11, 47, 53–56, 67, 69 (1989–1991)
- Marvel Feature #11 (1973)
- Marvel Premiere #16 (1974)
- Marvel Preview #2, 10 (1975–1977)
- Marvel Spotlight #30 (1976)
- Marvel Team-Up #12–27 (1973–1974)
- Midnight Sons Unlimited #1 (1993)
- Power Man #17–19, 21 (1974)
- Savage Tales #6 (1974)
- Shadows and Light #1 (1998)
- Spoof #1 (1970)
- Strange Tales #169–174 (1973–1974)
- Thor #242–253, 255–271 (1975–1978)
- Tower of Shadows #3 (1970)
- Ultraforce vol. 2 #10–15 (1996)
- Ultraverse Unlimited #2 (1996)
- Uncanny Origins #12, 14 (1997)
- Werewolf by Night #5–8 (1973)
- Western Gunfighters #5–7 (1971–1972)
- Worlds Unknown #7–8 (1974)
- X-Men #94–95 (1975)
- X-Men: Black Sun #2 (2000)

### Truyền hình
- Action Man
- Avengers: United They Stand
  - "Command Decision"
- Batman: The Animated Series
  - "Moon of the Wolf"
  - "Off Balance"
  - "Blind as a Bat"
  - "The Demon's Quest: Part Two"
- Beware the Batman
  - "Attraction"
- Godzilla: The Series
  - "What Dreams May Come"
- Iron Man
  - "Fire and Rain"
- Spider-Man: The Animated Series
  - "The Alien Costume: Part One" (co-written with John Semper, Meg McLaughlin, and Stan Berkowitz)
  - "Venom Returns" (co-written with John Semper and Stan Berkowitz)
- X-Men

## Đường dẫn ngoài
- "Len Wein". Who's Who of American Comic Books 1928-1999. Bản gốc lưu trữ ngày 11 tháng 5 năm 2007.{{Chú thích web}}:  Quản lý CS1: bot: trạng thái URL ban đầu không rõ (liên kết) Additional on ngày 12 tháng 9 năm 2017.
- Bản mẫu:GcdbGrand Comics Database
- Len Wein trên Comic Book DB
- Len Wein Lưu trữ ngày 12 tháng 9 năm 2017 tại Wayback Machine at Mike's Amazing World of Comics
- Len Wein trên IMDb
- Len Wein at the Unofficial Handbook of Marvel Comics Creators
- "Len Wein Interview". FantasticFourHeadquarters.co.uk. ngày 12 tháng 7 năm 2016. Lưu trữ bản gốc ngày 12 tháng 10 năm 2016. Truy cập ngày 12 tháng 9 năm 2017.

| Người tiền nhiệm Roy Thomas                 | Tổng biên tập của Marvel Comics 1974–1975                                   | Người tiếp quản Marv Wolfman                 |
| Người tiền nhiệm n/a                        | Tác giả của Swamp Thing 1971–1974                                           | Người tiếp quản David Michelinie             |
| Người tiền nhiệm Mike Friedrich             | Tay viết cho Justice League of America 1972–1974                            | Người tiếp quản Dennis O'Neil                |
| Người tiền nhiệm Gerry Conway và Roy Thomas | Tay viết cho The Incredible Hulk 1974–1977                                  | Người tiếp quản Roger Stern                  |
| Người tiền nhiệm Gerry Conway               | Tay viết cho The Amazing Spider-Man 1975–1978                               | Người tiếp quản Marv Wolfman                 |
| Người tiền nhiệm Bill Mantlo                | Tay viết cho Thor 1975–1978 (with Marv Wolfman in 1976)                     | Người tiếp quản Roy Thomas                   |
| Người tiền nhiệm Mike Friedrich             | Tay viết cho Iron Man 1976 (Roger Slifer có tham gia cùng một số giai đoạn) | Người tiếp quản Bill Mantlo                  |
| Người tiền nhiệm Gerry Conway               | Tay viết cho Fantastic Four 1977–1978                                       | Người tiếp quản Marv Wolfman                 |
| Người tiền nhiệm Steve Englehart            | Tay viết cho Detective Comics 1978                                          | Người tiếp quản Dennis O'Neil                |
| Người tiền nhiệm Ross Andru                 | Biên tập viên của Justice League of America 1979–1984                       | Người tiếp quản Alan Gold                    |
| Người tiền nhiệm Ross Andru                 | Biên tập viên của The Flash 1979–1982                                       | Người tiếp quản Mike W. Barr                 |
| Người tiền nhiệm Ross Andru                 | Biên tập viên của Wonder Woman 1979–1982                                    | Người tiếp quản Marv Wolfman                 |
| Người tiền nhiệm Jack C. Harris             | Biên tập viên của World's Finest Comics 1981–1982                           | Người tiếp quản Mike W. Barr                 |
| Người tiền nhiệm n/a                        | Biên tập viên của The New Teen Titans 1980–1983                             | Người tiếp quản Marv Wolfman và George Pérez |
| Người tiền nhiệm n/a                        | Biên tập viên của All-Star Squadron 1981–1982                               | Người tiếp quản Roy Thomas                   |
| Người tiền nhiệm n/a                        | Biên tập viên của Saga of the Swamp Thing 1982–1984                         | Người tiếp quản Karen Berger                 |
| Người tiền nhiệm n/a                        | Sáng tác nội dung Watchmen 1986–1987                                        | Người tiếp quản Barbara Randall              |
| Người tiền nhiệm Greg Potter                | Tay viết của Wonder Woman 1987–1988                                         | Người tiếp quản George Pérez                 |
| Người tiền nhiệm Dwayne McDuffie            | Tay viết cho Justice League of America 2009–2009                            | Người tiếp quản James Robinson               |